# Ingo Blisse
Ingo Blisse (* 7. April 1966 in Berlin) ist ein deutscher Schriftsteller, Biograf, Ghostwriter und Drehbuchautor.

## Leben
Ingo Blisse ist ein in Köln und auf Kreta lebender Schriftsteller, Biograf und Ghostwriter. Neben dem Verfassen von Romanen und Biografien ist Blisse auch als Drehbuchautor und Hörbuchsprecher tätig. Blisses Romane wurden zum Teil international veröffentlicht, einige seiner Ghostwritings und Biografien platzierten sich in Genre-Bestsellerlisten. Nach der Veröffentlichung von über 20 Biografien gilt Blisse als einer der führenden deutschsprachigen Biografen. 
Neben seiner schriftstellerischen Tätigkeit ist Ingo Blisse als Coach für junge Autoren tätig. Er ist Geschäftsführer des Unternehmens „Texteinsatz“. 

## Werk
Nach eigenen Angaben hat Blisse zwar schon früh eine Leidenschaft für das Schreiben entwickelt, dieser aber erst relativ spät Ausdruck verliehen. Nachdem er als Ghostwriter einige Berichte für Film- und Reisemagazine geschrieben hatte, fing er in den 1990er-Jahren an, Kurzgeschichten zu verfassen, die in den Literaturrubriken einiger Berliner Zeitungen – wie beispielsweise der Berliner Morgenpost – veröffentlicht wurden.
Sein erster Roman wurde 2002 unter dem Titel Das Testament im abellio-Verlag veröffentlicht. 2006 erschien der Thriller Im Land der Angst (Freier Falke Verlag), 2008 wurde Blisses biografischer Thriller Die CIA-Marionette publiziert (Freier Falke-Verlag, im Jahr 2012 erschien sein Buch Abbadon - Das Böse in Dir (2012, mb-Verlag). Es folgten diverse Ghostwritings und Biografien, die unter fremden Namen publiziert wurden. Als gemeinschaftliches Projekt zwischen Blisse und der Bestseller-Autorin Virginia Fox erschien 2022 die Buchreihe "Ein Surfer in Alaska" ("Undercover am Yukon River", "Verschwörung am Beaver Creek", "Enthüllung in Diggers End").
2025 verfasst Ingo Blisse die Drehbücher zu der Fernsehserie "Der Hooligan Kodex".   

## Veröffentlichungen (Auswahl)
- Ein Surfer in Alaska – Undercover am Yukon River. 2022. Kriminalkomödie in Kooperation mit Virginia Fox
- Ein Surfer in Alaska – Verschwörung am Beaver Creek. 2022. Kriminalkomödie in Kooperation mit Virginia Fox
- Ein Surfer in Alaska – Enthüllung in Diggers End. 2023. Kriminalkomödie in Kooperation mit Virginia Fox
- Über dem Wasser tauchen. 2023. Biografischer Roman / Ghostwriting